# Vallée Fantôme (collection)
Vallée Fantôme est une série de livres à caractère horrifique et fantastique créée par Lynn Beach. Cette série écrite en 1992 est imprimée aux Editions Bayard Poche depuis 1997.

## Livres de la Série
- Prisonnière du Passé
- Dans la Tombe de la Momie
- Le Secret du Pendu
- Nuit Noire
- Le Cri du Puma
- Le Maléfice